# Hendrik Karel van Württemberg

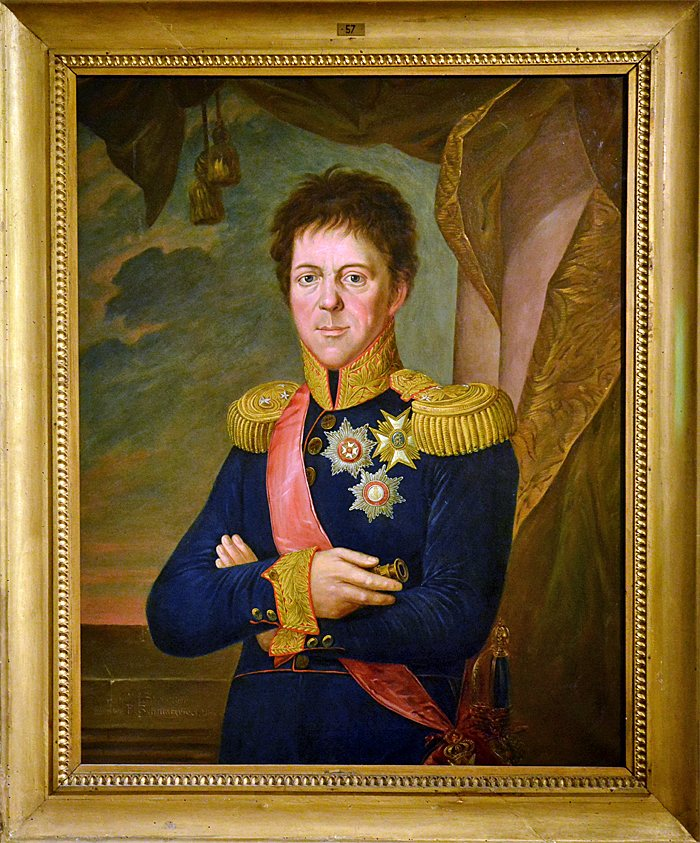
Portret van Hendrik Karel van Württemberg.

Hendrik Frederik Karel van Württemberg (Mömpelgard, 3 juli 1772 - Ulm, 28 juli 1838) was prins van Württemberg en vanaf 1802 graaf van Sontheim. Hij behoorde tot het huis Württemberg.

## Levensloop
Hendrik Frederik Karel was de jongste zoon van hertog Frederik Eugenius van Württemberg uit diens huwelijk met Frederika Dorothea Sophia, dochter van markgraaf Frederik Willem van Brandenburg-Schwedt. Hij was een broer van koning Frederik I van Württemberg en Maria Fjodorovna, de echtgenote van tsaar Paul I van Rusland.
Hij kreeg een lutherse opvoeding en een militaire opleiding. Net als zijn vader trad Hendrik Karel in dienst van het Pruisische leger. In 1794 was hij reeds majoor en in 1796 werd hij gestationeerd bij een cavalerieregiment in Breslau. Na zijn huwelijk in 1798 verliet hij met de rang van officier de Pruisische militaire dienst. Hij gebruikte vanaf dan in het openbare leven de titel graaf van Sontheim en leefde eerst in Berlijn en vanaf 1803 in Treptow an der Rega. Van 1808 tot 1822 was Hendrik als luitenant-generaal in de cavalerie stadhouder van Opper-Zwaben, een functie waarvoor hij resideerde in de Abdij van Wiblingen. Hier was ook een eenheid van het Württembergse leger gestationeerd, die onder zijn verantwoordelijk stond.
Vanaf 1810 woonde hij in Ulm. Hendrik nam er deel aan jachtpartijen en zangevenementen en was erg populair bij de burgerlijke bevolking. In 1810 werd hij in Ulm verkozen tot grootmeester van de vrijmetselaarsloge Asträa zu den drey Ulmen, waar hij sinds 1808 lid van was. Deze loge bekritiseerde openlijk het repressieve absolutisme in Württemberg, waardoor de relatie met zijn oudste broer Frederik I erg verslechterde. Als gevolg moest hij tot aan de dood van zijn broer in 1816 wegblijven van het koninklijk hof.
Hendrik Karel was een gepassioneerde jager. Hij had nabij Ulm een eigen jachtterrein en verzamelde geweien, jacht- en boskalenders en kopergravures met jachtmotieven. Ook schreef hij talrijke wetenschappelijke artikels over de jacht in verschillende bosbouwmagazines. Zo publiceerde hij in 1824 in een tijdschrift een artikel over een door hem ontwikkeld jachtgeweer met verbeterde geweertechnologie. Daarnaast bezat Hendrik Karel een grote collectie geweren, die na zijn dood in juli 1838 werden geveild.
Van 1819 tot aan zijn dood was Hendrik Frederik Karel als lid van het koninklijk huis van Württemberg lid van de Eerste Kamer van de Württembergse Landsstaten. Tot in 1827 woonde hij verschillende zittingen bij, daarna verscheen hij niet meer in de Landdag.

## Huwelijk en nakomelingen
In 1798 trad hij morganatisch in het huwelijk met Christine Caroline Alexei (1779-1853), een actrice uit Breslau. In 1807 kreeg ze de titel Freifrau van Rottenburg en in 1825 die van gravin van Urach, die zowel voor haar als haar nakomelingen golden. In 1807 gaf Hendrik Karel zijn rechten op het koninkrijk Württemberg op, zowel voor zichzelf als zijn nakomelingen. Uit zijn huwelijk werden vijf dochters geboren:
- Louise (1799), jong gestorven.
- Henriette (1801), jong gestorven.
- Marie (1802-1882), huwde in 1821 met vorst Karel Frederik Lodewijk van Hohenlohe-Kirchberg.
- Alexandrine (1803-1884), huwde in 1830 met graaf Karl Arpeau de Gallatin, van wie zij zich in 1843 liet scheiden.
- Elisabeth (1805-1819)

- Gemeinsame Normdatei: 117375802
- Virtual International Authority File: 57390452